# 阿飛外傳
《阿飛外傳》（英語：Alfie）是一部2004年愛情喜劇片，灵感来自於1966年的英国同名电影及其1975年的续集，該電影由英國男星裘德洛主演，由查爾斯-施伊爾擔任導演、制片，並參與部份編劇。阿飛外傳在美国的票房收入为13,399,812 美元，在其他国家/地区的票房收入为21,750,734 美元，全球总票房为 35,150,546 美元，電影预算为6,000万美元。該電影的票房收入与其6000万美元的预算相比，阿飛外傳可以說是票房炸弹。